# Vogelschutzgebiet Hochharz
Vogelschutzgebiet Hochharz este o arie protejată (arie de protecție specială avifaunistică — SPA) din Germania întinsă pe o suprafață de 6.112 ha, integral pe uscat.

## Localizare
Centrul sitului Vogelschutzgebiet Hochharz este situat la coordonatele 51°48′03″N 10°39′09″E / 51.8008°N 10.6525°E.

## Înființare
Situl Vogelschutzgebiet Hochharz a fost declarat arie de protecție specială avifaunistică în noiembrie 1992 pentru a proteja 15 specii de animale.

## Biodiversitate
Situată în ecoregiunea continentală, aria protejată nu include niciun habitat protejat.
La baza desemnării sitului se află mai multe specii protejate de  păsări (15): minunița (Aegolius funereus), barză neagră (Ciconia nigra), mierla de apă (Cinclus cinclus), ciocănitoarea de stejar (Dendrocopos medius), ciocănitoare neagră (Dryocopus martius), Falco peregrinus peregrinus, ciuvică (Glaucidium passerinum), sfrâncioc roșiatic (Lanius collurio), forfecuță gălbuie (Loxia curvirostra), codobatură de munte (Motacilla cinerea), alunar (Nucifraga caryocatactes), pitulice verzuie (Phylloscopus trochiloides), ciocănitoare verzuie (Picus canus),  cocoș de munte (Tetrao urogallus), mierlă gulerată (Turdus torquatus).